# Giulio Boschi
Giulio Kardinal Boschi (* 2. März 1838 in Perugia; † 15. Mai 1920 in Rom) war ein italienischer Geistlicher, Erzbischof von Ferrara und in Personalunion Bischof von Comacchio.

## Leben
Nach dem Studium der Katholischen Theologie spendete ihm der Bischof von Perugia, Vincenzo Gioacchino Kardinal Pecci (der spätere Papst Leo XIII.), am 25. Mai 1861 das Sakrament der Priesterweihe.
Dieser ernannte ihn am 1. Juni 1888 zum Bischof von Todi. Die Bischofsweihe empfing er durch Carlo Kardinal Laurenzi am 11. Juni desselben Jahres. 1895 ernannte ihn Leo XIII. zum Bischof der Diözese Senigallia und am 19. April 1900 zum Erzbischof von Ferrara. Am 15. April 1901 wurde er als Kardinalpriester mit der Titelkirche San Lorenzo in Panisperna in das Kardinalskollegium auf. Er nahm am Konklave von 1903 teil, das Papst Pius X. erwählte, der ihm 1909 zusätzlich die Leitung der Diözese Comacchio übertrug. Weiterhin war er Teilnehmer am Konklave von 1914, das Papst Benedikt XV. wählte. Am 7. Januar 1919 legte er die Leitung der Erzdiözese Ferrara und des Bistums Comacchio nieder, nachdem er bereits das 80. Lebensjahr vollendet hatte. Im selben Jahr wurde er zum Kardinalbischof von Frascati erhoben.